# 加拿大足球聯賽 (1998)
加拿大足球聯賽（法語：Ligue canadienne de soccer）是加拿大的一個半職業足球聯賽。

## 歷史
1998年：以「加拿大職業足球聯賽」的名義組建。
2006年：改名為「加拿大足球聯賽」。
2007年：蒙特利爾衝擊預備隊加入聯賽。
2008年：多倫多FC預備隊加入聯賽。
2009年：獲得加拿大足協有條件承認，並接受足協管理；同年組建預備隊聯賽。
2010年：獲得加拿大足協承認為丙級聯賽。
2012年：加拿大廣播公司揭露2009年一場比賽的賽果遭到歐洲賭球集團操縱。。
2013年：加拿大足球協會宣佈不再承認加拿大足球聯賽。蒙特利爾和多倫多的預備隊也在同一時間宣佈退出聯賽。但加拿大足球聯賽並未解散，而是繼續運作。